# Falk Gerd Janke
Falk Gerd Janke (* 1963) ist ein rechtsextremer Politiker der Alternative für Deutschland (AfD).

## Leben
Janke ist gelernter Bilanzbuchhalter und arbeitete als Büroleiter für den AfD-Bundestagsabgeordneten Petr Bystron.

## Politik
Janke war CDU-Geschäftsführer in Märkisch-Oderland. Später trat er in die Schill-Partei ein und wurde brandenburger Landesvorsitzender der Nachfolgepartei „Offensive D“. Er war Mitbegründer der Wählervereinigung „Die Rechte – Mut zur Wahrheit“, die mit der CDU eine Fraktion in der Seelower Stadtverordnetenversammlung stellte (nicht zu verwechseln mit der Partei Die Rechte). Im Kreistag schloss er sich mit zwei parteilosen Vertretern zusammen, welche die DVU verlassen hatten. Nachdem er 2015 vorerst abgewiesen wurde, wechselte er 2017 zur AfD. Im August 2023 kandidierte er erfolglos bei der Wahl zum Bürgermeister von Seelow.
Bei der Landtagswahl in Brandenburg 2024 wurde Janke über das Direktmandat im Landtagswahlkreis Märkisch-Oderland IV in den Landtag Brandenburg gewählt. Dort ist er Vorsitzender im Ausschuss für Haushalt und Finanzen. und Mitglied in der Enquetekommission Corona.

## Belege
1. ↑  Wahl 2024 in Seelow: AfD-Kandidat für Landtag – was Falk Janke bewegen will. Abgerufen am 2. Oktober 2024.
2. ↑  Die Bürgerwut im Kreistag? Analyse der rechten Kandidaturen bei den Kommunalwahlen 2019. Abgerufen am 2. Oktober 2024.
3. ↑  Jean-Philipp Baeck: AfD bei den Landtagswahlen: Wer zur Wahl steht. In: Die Tageszeitung: taz. 12. Juli 2024, ISSN 0931-9085 (taz.de [abgerufen am 2. Oktober 2024]).
4. ↑  Anne-Kattrin Palmer,Alexander Schmalz,dpa: Bürgermeister-Wahl in Seelow: AfD-Kandidat Falk Janke verliert deutlich gegen parteilosen Robert Nitz. 27. August 2023, abgerufen am 2. Oktober 2024.
5. ↑  Redaktion des Landtages Brandenburg: Ausschuss für Haushalt und Finanzen - Landtag Brandenburg. Abgerufen am 24. Februar 2025.

| Personendaten    | Personendaten                              |
| ---------------- | ------------------------------------------ |
| NAME             | Janke, Falk Gerd                           |
| KURZBESCHREIBUNG | deutscher Politiker (AfD), MdL Brandenburg |
| GEBURTSDATUM     | 1963                                       |